# Mesochorus funestus
Mesochorus funestus är en stekelart som beskrevs av Dasch 1974. Mesochorus funestus ingår i släktet Mesochorus och familjen brokparasitsteklar. Inga underarter finns listade i Catalogue of Life.